# 풍속점

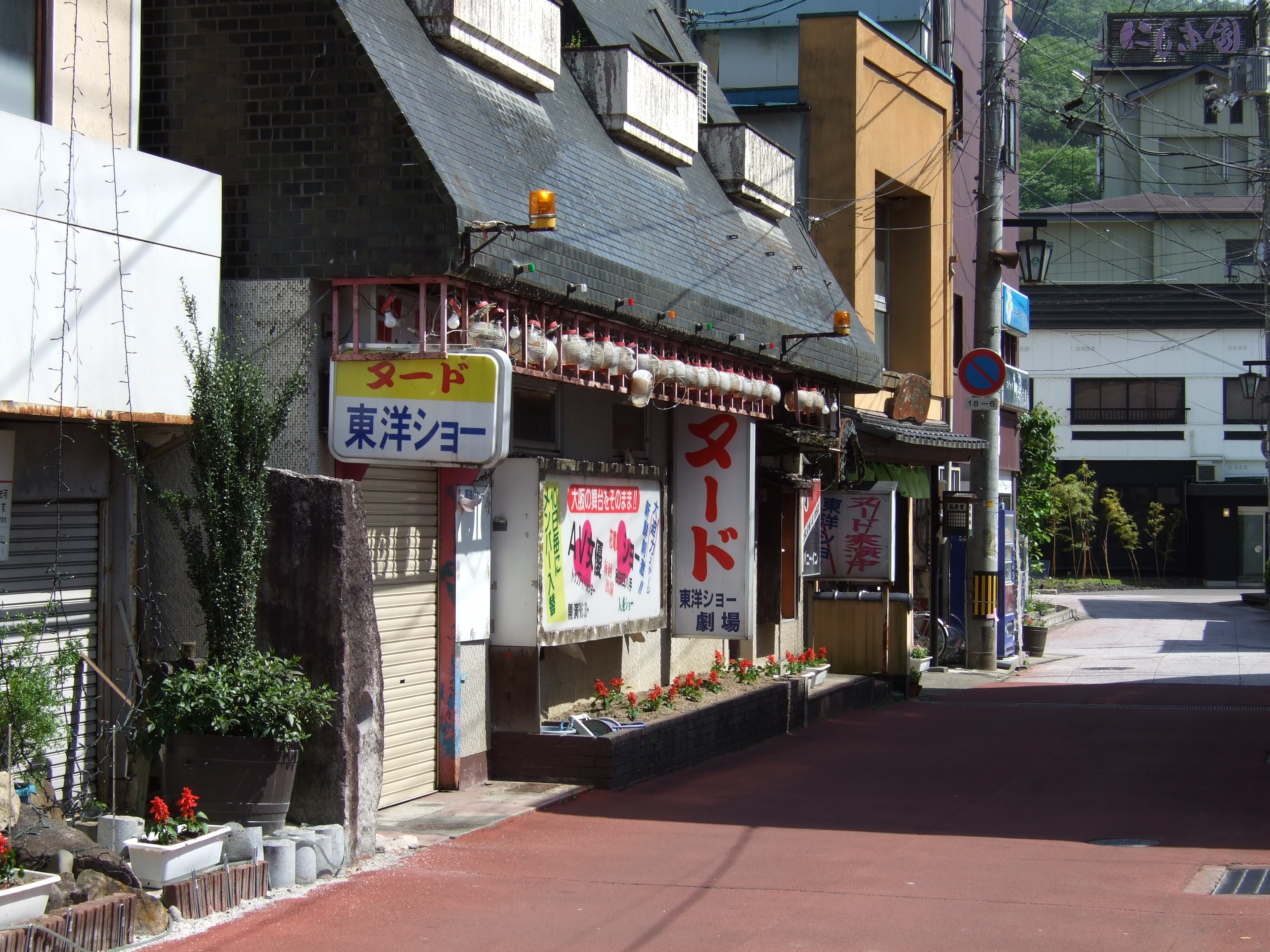
스트립 극장

풍속점(風俗店)은 일반적으로 성적 서비스를 제공하는 가게이다.